# Die Botschaft Gottes
Die Botschaft Gottes, auch Volkstestament genannt, ist eine im Jahr 1940 erschienene eklektische Ausgabe des Neuen Testaments im Sinn des Nationalsozialismus, die für Deutsche Christen die Lutherbibel ersetzen sollte. Das Alte Testament spielte wegen seines jüdischen Ursprungs für die Deutschen Christen ohnehin keine Rolle.
Es handelt sich um ein Neuarrangement von biblischen Texten nach Themen, ergänzt um einige außerbiblische Jesus-Logien. Innerhalb der ausgewählten Texte wurden gemäß der nationalsozialistischen Ideologie Sätze umgeschrieben und Auslassungen vorgenommen, was im Vorwort erwähnt, im Text aber nicht kenntlich gemacht wurde. Sprachlich lehnte sich Die Botschaft Gottes an die Lutherbibel (1912) an und beanspruchte im Vorwort, Luthers Werk weiterzuführen; durch die Umgruppierung der Stoffe wurde es für den Laien erschwert, das Ausmaß der Textveränderungen zu durchschauen.

## Entstehung
In den Jahren 1901 bis 1941 erschienen etwa 40 „völkische Übersetzungen“ der Bibel. Mehrmals wurde der Versuch unternommen, die Lutherbibel in „völkischem“ Sinn zu revidieren. Daneben gab es freie Nachdichtungen biblischer Stoffe. Die Botschaft Gottes erhob im Feld dieser Übersetzungen und Übertragungen den Anspruch, auf der Höhe der neutestamentlichen Wissenschaft zu sein. Die beigefügte Einleitung charakterisiert das Werk als „eine neue Übertragung ausgewählter wesentlicher Stücke des Neuen Testaments“. Eine „innere Verbindung mit Luthers Werk, … seiner Bibelübersetzung“ wird behauptet.
Hauptherausgeber war der Neutestamentler Walter Grundmann; weitere Mitarbeiter waren Erich Fromm (Superintendent von Altenburg), Heinz Hunger (Geschäftsführer des Instituts), Wilhelm Büchner (ab 1943 Superintendent von Eisenach) und Heinrich Weinmann (Pfarrer in Koblenz-Pfaffendorf). Sie gehörten der Thüringischen Kirchenbewegung Deutsche Christen an und waren am Institut zur Erforschung des jüdischen Einflusses auf das deutsche kirchliche Leben tätig. Die Botschaft Gottes war eine der ersten Früchte der Arbeit dieses Instituts. Begleitet wurde ihre Arbeit von der Dichterin Lulu von Strauß und Torney.

## Ideologische Begründung
Die biblische Wendung „Schatz in irdenen Gefäßen“ wird von Grundmann und seinen Mitarbeitern wiederholt benutzt, um das Verhältnis der Christusbotschaft zum Bibeltext darzustellen. Fromm, einer der Mitarbeiter Grundmanns, erläuterte: Viele Nationalsozialisten lehnten das Christentum pauschal ab, da sie meinten, „daß das Christentum Einbruchsstelle und Tarnung jüdischen Geistes sei.“ Aber das sei ein Vorurteil. Den zeitlosen „Schatz“ der Christusbotschaft aus den unverständlichen und unbrauchbar gewordenen historischen Texten herauszuheben, ihn den „deutschen Menschen“ anzubieten und in die „neue Erkenntnis“ (d. h. den Nationalsozialismus) „hineinzugießen“, sei die wichtigste Aufgabe, der sich die Verfasser des Volkstestaments gestellt hätten.
Fromm räumte ein, dass Jesus von Nazaret im jüdischen Volk und in der jüdischen Religionsgemeinschaft gelebt habe und seine Verkündigung Formen jüdischer Frömmigkeit voraussetze. Doch bestehe ein völliger, „wesensmäßiger“ Gegensatz zwischen Jesu Verkündigung und der jüdischen Religion. Denn Jesus sei kein Jude gewesen, man könne ihn nicht als innerjüdischen Reformer verstehen, „sondern nur als einen Kämpfer, der das ganze jüdische Wesen an der Wurzel angreift.“ Fromm spekulierte, Jesus müsse wohl von der „arischen Gedankenwelt des Parsismus“ beeinflusst gewesen sein.

## Verbreitung
Wo die Deutschen Christen in den Landeskirchen Einflussmöglichkeiten hatten, wurden die Pfarrer zu Schulungen geschickt, bei denen sie mit dem Konzept des Buches vertraut gemacht wurden. Die wissenschaftlichen Arbeiten des Entjudungsinstituts kamen dabei zum Einsatz. Die Pfarrer sollten Die Botschaft Gottes dann als Multiplikatoren in die Gemeinden tragen, insbesondere in die Jugendarbeit.
Nach Eigendarstellung Grundmanns wurden von der Schrift Die Botschaft Gottes innerhalb eines halben Jahres nach ihrem Erscheinen bereits 200.000 Exemplare verkauft; diese Zahl ist aber historisch nicht belegt. Die kriegsbedingte Papierknappheit verhinderte weitere Nachdrucke.
1945 wurde Die Botschaft Gottes auf die Liste der verbotenen Bücher gesetzt. Eine Verwendung in Gottesdiensten ist aber noch in den 1950er Jahren belegbar.

## Inhalt
Das Werk gliedert sich in vier Hauptteile:
1. Jesus der Heiland. Die Jesus-Überlieferungen der drei ersten Evangelien (Kapitel: Sein Ursprung. Sein Aufbruch. Seine Botschaft. Seine Gefolgschaft. Sein Kampf. Sein Sieg).
2. Jesus der Gottessohn. Das Evangelium des Johannes (Kapitel: Die Offenbarung des Weltgeheimnisses. Der Aufbruch des Gottessohnes. Die Offenbarung des neuen Gottesdienstes. Die Entscheidung in Galiläa. Der Kampf in Judäa. Die Lebensspende als Todesanlaß. Der Abschied im Jüngerkreis. Die Erhöhung ans Kreuz. Der Sieg des Lebens. In das Johannesevangelium eingefügte Sprüche und Berichte).
3. Jesus der Herr. Die Christusbotschaft der Apostel (Kapitel: Der Mittler des neuen Lebens. Gottes Boten. Die Weltenwende. Das neue Leben. Die Gemeinde Gottes.).
4. Das Werden der Christusgemeinde. Berichte und Zeugnisse aus den ersten Jahren der Gemeinde. (Kapitel: Ostern. Die Entstehung der Gemeinde von Jerusalem. Schicksal und Taten der Hellenisten. Die Bekehrung des Paulus. Die Auseinandersetzung des Paulus mit der Jerusalemer Gemeinde. Die Missionswirksamkeit des Paulus.).

Der erste Teil, der auch als separate Schrift erhältlich war, stellt ein tendenziöses Neuarrangement von Jesusüberlieferungen der synoptischen Evangelien dar. Im zweiten Teil (Johannesevangelium) waren die redaktionellen Änderungen weniger stark. Den dritten Teil beschreibt Dirk Schuster als ein „Sammelsurium“ einzelner Stücke aus dem Neuen Testament, auch aus den Paulusbriefen. Dass Paulus Jude war, wurde dabei nicht verschwiegen. Wie damit umzugehen sei (sogenannte „Paulus-Problematik“), blieb im Institut bis 1945 unbearbeitet. Der vierte Teil sollte die Geschichte der jungen Kirche nach Ostern darstellen.
Überschriften wie „Sein Kampf“ – „Sein Kreuz“ – „Sein Sieg“ waren der Propagandasprache entnommen mit dem Zweck, eine Wesenseinheit zwischen Jesus und dem deutschen Volk im Kampf gegen das Judentum zu konstruieren.

## Tendenz
Die Verfasser beabsichtigten, „hinter die ältesten Überlieferungen der Evangelien zurückzugehen, um einen „judenfreien“ Jesus präsentieren zu können.“
Nach Elisabeth Lorenz lassen sich bei den Veränderungen am Bibeltext einige durchgängige Motive feststellen:
- Jesus sei nicht der Messias (König der Juden, König Israels), er sei der „Verheißene“ (Sohn Gottes und Menschensohn) und der „König des Lebens“.
- Jesus sei der Leidende, mit dem die Leser mitleiden sollen.
- Jesus sei Kämpfer gegen das Judentum, die Leser seine Mitkämpfer.
- Alle positiven Bezüge zur jüdischen Religion werden getilgt. Das betrifft auch den Kult im Jerusalemer Tempel. Deshalb sind die christologischen Titel „Lamm Gottes“ und „Hoherpriester“ nicht mehr brauchbar. Als positiver Ersatzbegriff tritt für das „Lamm Gottes“ der „Lebensspender“ ein.
- Der Tod Jesu wird nicht als Opfer, sondern als „Gabe des Lebens“ interpretiert. Das Gegenmodell zum Opfer im Tempel ist der „Gottesdienst der Tat“. Der „neue Gottesdienst“ fordere Opferbereitschaft – „Weihe“, „Einsatz“, „Spende“ des eigenen Lebens, konkret: auf den Schlachtfeldern des Zweiten Weltkriegs.

Beispiele für Textveränderung
|                                                                         | Lutherbibel (1912) | „Die Botschaft Gottes“ |
| ----------------------------------------------------------------------- | --- | --- |
| Weihnachtsgeschichte (Lk 2, 4–5)                                        | Da machte sich auch auf Joseph aus Galiläa, aus der Stadt Nazareth, in das jüdische Land zur Stadt Davids, die da heißt Bethlehem, darum daß er von dem Hause und Geschlechte Davids war, auf daß er sich schätzen ließe mit Maria, seinem vertrauten Weibe, die war schwanger. | Auch Joseph aus Galiläa von der Stadt Nazareth wanderte nach Bethlehem mit Maria, seiner lieben Frau, die ein Kind unter ihrem Herzen trug. |
| Jesus in Kapernaum (Mk 1, 21–22)                                        | Und sie gingen gen Kapernaum; und alsbald am Sabbat ging er in die Schule und lehrte. Und sie entsetzten sich über seine Lehre; denn er lehrte gewaltig und nicht wie die Schriftgelehrten. | Sie gingen nach Kapernaum hinein. Am Feiertag lehrte Jesus die versammelte Gemeinde. Die Leute entsetzten sich über seine Verkündigung. Denn er redete zu ihnen wie einer, der Vollmacht hat, und nicht wie ein jüdischer Schriftgelehrter. |
| Aus der Bergpredigt (Mt 6, 16–18)                                       | Wenn ihr fastet, sollt ihr nicht sauer sehen wie die Heuchler; denn sie verstellen ihr Angesicht, auf daß sie vor den Leuten scheinen mit ihrem Fasten. Wahrlich ich sage euch: Sie haben ihren Lohn dahin. Wenn du aber fastest, so salbe dein Haupt und wasche dein Angesicht, auf daß du nicht scheinest vor den Leuten mit deinem Fasten, sondern vor deinem Vater, welcher verborgen ist; und dein Vater, der in das Verborgene sieht, wird dir’s vergelten öffentlich. | Wenn euch ein Opfer auferlegt ist, macht kein leidendes Gesicht wie die Heuchler, denn sie verstellen ihr Antlitz, damit sie von den Leuten gerühmt werden. Im Namen Gottes sage ich euch: Sie haben ihren Zweck erreicht. Wenn du ein Opfer bringen mußt, dann zeige das nicht vor den Leuten, um mit deinem Opfer zu prunken, sondern deinem Vater klage im Verborgenen deine Kümmernis, und dein Vater, der ins Verborgene sieht, wird dir aufhelfen! |
| Jesus im Gespräch mit der Samaritanerin am Jakobsbrunnen (Joh 4, 21–25) | Jesus spricht zu ihr: Weib, glaube mir, es kommt die Zeit, daß ihr weder auf diesem Berge noch zu Jerusalem werdet den Vater anbeten. Ihr wisset nicht, was ihr anbetet; wir wissen aber, was wir anbeten, denn das Heil kommt von den Juden. Aber es kommt die Zeit und ist schon jetzt, daß die wahrhaftigen Anbeter werden den Vater anbeten im Geist und in der Wahrheit; denn der Vater will haben, die ihn also anbeten. Gott ist Geist, und die ihn anbeten, die müssen ihn im Geist und in der Wahrheit anbeten. Spricht das Weib zu ihm: Ich weiß, daß der Messias kommt, der da Christus heißt. Wenn derselbe kommen wird, so wird er’s uns alles verkündigen. Jesus spricht zu ihr: Ich bin’s, der mit dir redet. | Da sprach Jesus zu ihr: „Glaube mir, Frau, es kommt die Stunde, da werdet ihr weder auf diesem Berge noch in Jerusalem Gott anbeten. Und jetzt ist die Stunde da, wo alle, die Gott wahrhaft anbeten, ihn anrufen werden als Vater, geboren aus seinem Geist, mit offenen Augen für seine Wahrheit; denn der Vater sucht, die ihn so anrufen. Gott ist Geist, und die ihn anbeten, die müssen ihn im Geist und in der Wahrheit anbeten.“ Die Frau sagte zu ihm: „Ich weiß, der Verheißene kommt, und wenn er kommt, wird er uns alles offenbaren.“ Da sprach Jesus zu ihr: „Ich bin es, der ich mit dir rede.“ |

## Rezeption
Der Umfang, in dem auch zentrale Texte umgeschrieben worden waren, stieß schon 1940 auf Befremden und Kritik. Der sächsische Pfarrer Karl Fischer, ein Mitglied der Bekennenden Kirche, schrieb: „Es sind alles alte Bekannte, es sind die Geschichten, die man von Kindesbeinen an kennt, aber man kennt sie nicht recht wieder, sie sind in ein fremdes Gewand gekleidet, und man fühlt instinktiv, daß ihnen mit dieser Maske etwas angetan worden ist.“
Die Evangelisch-theologische Fakultät der Universität Marburg beauftragte Hans von Soden am 7. Januar 1940 mit einem Gutachten zum sogenannten Volkstestament. Doch konnte von Sodens Kritik in keiner theologischen Fachzeitschrift mehr erscheinen; von Soden ließ sie schließlich unter dem unverfänglichen Titel Die synoptische Frage und der geschichtliche Jesus drucken. Darin warf er Grundmann und seinen Mitarbeitern in großem Umfang betriebene, antijüdisch motivierte Textfälschung vor.

## Textausgabe und weitere Literatur
- Institut zur Erforschung des jüdischen Einflusses auf das deutsche kirchliche Leben (Hrsg.): Die Botschaft Gottes. Verlag Deutsche Christen, Weimar 1940 (Digitalisat).
- Erich Fromm: Das Volkstestament der Deutschen. Ein Geleitwort zu der vom Institut zur Erforschung des jüdischen Einflusses auf das deutsche kirchliche Leben herausgegebenen „Botschaft Gottes“. Verlag Deutsche Christen, Weimar 1940 (Digitalisat).
- Karl Fischer: Das Volkstestament der Deutschen Christen (= Um Evangelium und Kirche. Band 18). Dresden 1940.
- Elisabeth Lorenz: Ein Jesusbild im Horizont des Nationalsozialismus. Studien zum Neuen Testament des „Instituts zur Erforschung und Beseitigung des jüdischen Einflusses auf das deutsche kirchliche Leben“ (= Wissenschaftliche Untersuchungen zum Neuen Testament. 2. Reihe, Band 440). Mohr Siebeck, Tübingen 2017, ISBN 978-3-16-154569-6.
- Dirk Schuster: Die Arisierung des Neuen Testaments. Die Botschaft Gottes der Kirchenbewegung Deutsche Christen. In: Welt und Umwelt der Bibel 4/2018, S. 30–31.